# Adelfia
Adelfia ist eine italienische Gemeinde in Apulien.

## Geografie
Die Gemeinde hat 16.473 Einwohner (Stand 31. Dezember 2023). Sie liegt in der Metropolitanstadt Bari der Region Apulien im Südosten Italiens.
Die Nachbargemeinden sind Acquaviva delle Fonti, Bari, Bitritto, Casamassima, Cassano delle Murge, Sannicandro di Bari und Valenzano.

## Verkehr
Adelfia besitzt einen Bahnhof an der Bahnstrecke Bari–Martina Franca–Taranto.

## Persönlichkeiten
- Bernardo Attolico (1880–1942), italienischer Diplomat
- Tommaso Di Ciaula (1941–2021), Schriftsteller und Journalist